# Nindorf (bei Hohenwestedt)
Nindorf (niederdeutsch Ninndörp) ist eine Gemeinde im Süden des Kreises Rendsburg-Eckernförde in Schleswig-Holstein.

## Geografie

### Geografische Lage
Nindorf liegt am nordwestlichen Hang des Nindorfer Höhenzuges im Naturpark Aukrug. Landschaftlich zählt das Gebiet zum Naturraum der Heide-Itzehoer Geest. Das NATURA 2000-Gebiet FFH-Gebiet Haaler Au und das FFH-Gebiet Wälder der nördlichen Itzehoer Geest erstrecken sich bis ins Gemeindegebiet hinein.

### Ortsteile
Neben dem namenstiftenden Dorf befinden sich auch die Hofsiedlungen Farbeberg und Stawedder als weitere Wohnplätze im Gemeindegebiet.

### Nachbargemeinden
Nindorf ist umgeben von den Gemeindegebieten von:
|         | Nienborstel, Stafstedt, Luhnstedt           | Oldenhütten    |
| Remmels | Kompassrose, die auf Nachbargemeinden zeigt | Heinkenborstel |
|         | Tappendorf, Rade b. Hohenwestedt            | Mörel          |

## Geschichte
Der Ort gehört zu den holsteinischen Urdörfern. Davon zeugen 25 Hünengräber der jüngeren Bronzezeit, Bodenfunde aus der Eisen- und Völkerwanderungszeit und die Flurnamen. Der Ortsname erinnert daran, dass die alte Siedlung in den Kämpfen zwischen Wenden und Holstein völlig zerstört und dann um das Jahr 1000 genau in der Mitte seiner Feldmark planmäßig als Angerdorf neu angelegt wurde.
Südlich von Nindorf befand sich bis 1998 das Warnamt Hohenwestedt.
Im Kontext des sich zuspitzenden Kalten Krieges wurde Ende der 1950er Jahre in der Gemeinde (Koordinaten: 54° 7′ 11″ N, 9° 42′ 42″ O) eines von zehn bundesdeutschen Warnämtern, das Warnamt I (Warnamt Hohenwestedt), in Betrieb genommen. Diese völkerrechtlich besonders geschützte und teilweise verbunkerte Zivilschutzbehörde war bis in die 1990er Jahre mit der Warnung und Alarmierung der Bevölkerung in Hamburg und Schleswig-Holstein vor Gefahren im Frieden und Verteidigungsfall betraut.
Von 1901 bis 1957 war Nindorf Bahnstation der Rendsburger Kreisbahn.
Die geschlossene Dorfanlage erleichterte zu allen Zeiten eine enge nachbarschaftliche Zusammenarbeit und die Durchführung größerer Gemeinschaftsaufgaben wie die zentrale Wasserversorgung über einen Verein. Die zentrale Abwasserbeseitigung in der Gemeinde wurde 1984 erstellt.
Im Jahr 1998 wurde in der Gemeinde im Rahmen eines Landschaftsplanes ein neues Baugebiet mit 23 Grundstücken ausgewiesen.
2003 wurde das Dörpshuus seiner Bestimmung übergeben.
Nindorf wurde dreimal Kreissieger im Wettbewerb Unser Dorf soll schöner werden und 2018 Landessieger in dem zwischenzeitlich in „Unser Dorf hat Zukunft“ umbenannten Wettbewerb. Beim Bundesentscheid im Jahr 2019 wurde Nindorf mit einer Bronzemedaille ausgezeichnet.

## Sagen und Gründungsmythen
Nach einer alten Überlieferung stand das Dorf ursprünglich etwa 1,5 bis 2 km westlich an der Straße von Barlohe nach Stafstedt. In der dort liegenden „Ridderwisch“ soll einst eine Schmiede gestanden haben, in der die Ritter ihre Pferde beschlagen ließen. Durch Wasser vertrieben, verließen die Bewohner diese Ansiedlung und bauten südlich des jetzigen Dorfes ihre Hütten wieder auf. Jetzt litt man jedoch unter Wassermangel und so mussten die Bewohner nochmals ihre Hütten abbrechen, und nun entstand das jetzige Nindorf.
Im Westerholz lag ein Stein, der war so groß, dass darauf ein Gespann mit zwei Pferden hätte wenden können. Der Stein wurde dort von einem Riesen hingeworfen. Der stand einmal auf dem Boxberg bei Homfeld und da sah er, dass in Nortorf eine Kirche gebaut wurde. Die wollte er kaputt werfen. Er griff nach einem großen Stein, legte ihn in seine Schleuder und schwang ihn über seinen Kopf. Da riss ihm jedoch der eine Strang und der Stein fliegt rüber zum Westerholz. Da hat er noch lange gelegen, Breitenstein wurde daher auch der Wald genannt. Auf dem Stein ist die Hand zu sehen gewesen, wo der Riese ihn angefasst hat.

## Politik

### Gemeindevertretung
Bei der Kommunalwahl am 14. Mai 2023 wurden insgesamt neun Sitze vergeben. Diese fielen erneut alle an die Kommunale Wählergemeinschaft Nindorf. Die Wahlbeteiligung betrug 68,3 %.

### Wappen
Blasonierung: „Über grünem Schildfuß ein goldener Hügel auf blauem Grund, überdeckt von einem silbernen, oben offenen und links und rechts in einem Laubblatt endenden Ring, aus dem fünf schmale, nach oben der Hügellinie entlang verstutzte, auf Grün silberne, auf Gold blaue Pfähle wachsen.“

## Wirtschaft und Infrastruktur

### Wirtschaftsstruktur
In Nindorf bestehen neben landwirtschaftlichen Betrieben mehrere Gewerbebetriebe.

### Verkehr
Das Gemeindegebiet von Nindorf liegt in einer ländlichen Umgebung nordöstlich von Hohenwestedt. Durch das Gemeindegebiet führen zwei Kreisstraßen (K 20, K 84). Die nächstgelegene höherrangigen Straßen sind die (grob parallel südlich zur K 84) verlaufende Bundesstraße 430 und die quer dazu in der Stadt Hohenwestedt kreuzende Bundesstraße 77.

## Söhne und Töchter
- Hans Henning Holm (1908–1977), Schriftsteller, Bühnen- und Hörspielautor